# Gundsø
Gundsø era um município da Dinamarca, localizado na região oriental, no antigo condado de Roskilde.
Tinha uma área de 64 km² e uma  população de 15 749 habitantes, segundo o censo de 2005.
Pela Reforma Estrutural da Dinamarca, foi integrado no município de Roskilde.